# I Nomadi ed altre storie - Best & Rarities
I Nomadi ed altre storie… Best & Rarities è una raccolta del gruppo musicale italiano Nomadi edita nel 2010 dalla EMI, loro casa discografica nel periodo 1965 – 1979. L'album è composto da due CD: il primo è una normale raccolta del periodo EMI dei Nomadi, il secondo contiene pezzi editi all'epoca solo su 45 giri, provini ed inediti.

## Tracce
- Disco 1 – Best

1. Io vagabondo (che non sono altro) – 3:06 (testo: Alberto Salerno – musica: Damiano Nino Dattoli)
2. Noi non ci saremo – 2:38 (Francesco Guccini)
3. Un figlio dei fiori non pensa al domani (Death of the clown) – 2:58 (testo: Francesco Guccini – musica: Dave Davies e Raymond Douglas Davies)
4. Ho difeso il mio amore (Nights in white satin) – 3:56 (testo: Daniele Pace – musica: Justin Hayward)
5. Per fare un uomo – 2:42 (Francesco Guccini)
6. Tutto a posto – 3:26 (testo: Alberto Salerno – musica: Bruno Tavernese)
7. Canzone della bambina portoghese – 6:43 (Francesco Guccini)
8. Non dimenticarti di me – 3:13 (testo: Mogol – musica: Mario Lavezzi)
9. So che mi perdonerai – 3:08 (testo: Mogol e Bruno Lauzi – musica: Oscar Prudente e Damiano Nino Dattoli)
10. Canzone per un'amica – 2:53 (Francesco Guccini)
11. Il vecchio e il bambino – 5:27 (Francesco Guccini)
12. Un giorno insieme – 3:12 (testo: Luigi Albertelli e Claudio Daiano – musica: Roberto Soffici)
13. Un pugno di sabbia – 2:56 (testo: Claudio Daiano – musica: Roberto Soffici)
14. Dio è morto – 2:39 (Francesco Guccini)
15. Come potete giudicar (The revolution kind) – 3:04 (testo: Tony Verona – musica: Sonny Bono)
16. Voglio ridere – 4:23 (testo: Paolo Mario Limiti e Maurizio Seymandi – musica: Mario Migliardi)
17. Quanti anni ho? – 2:41 (testo: Alberto Salerno – musica: Damiano Nino Dattoli)
18. Vai via cosa vuoi (All the love in world) – 2:31 (testo: Carlo Alberto Contini ed Ettore Carrera – musica: Geoff Simpson)
19. L'auto corre lontano, ma io corro da te (Wichita lineman) – 2:55 (testo: Mogol – musica: Jimmy Webb)

- Disco 2 – Rarities

1. Un figlio dei fiori non pensa al domani (Death of the clown) – 3:08 (testo: Francesco Guccini – musica: Dave Davies e Raymond Douglas Davies) – original mono master
2. Vola bambino (Hi oh silver linging) – 2:51 (testo: Mogol – musica: Scott David English e Laurence Weiss) – original mono master
3. Io non sono io – 2:41 (testo: Carlo Alberto Contini – musica: Dembrao Gilocchi e Beppe Carletti) – original mono master
4. Crescerai – 3:52 (testo: Carlo Alberto Contini – musica: Beppe Carletti) – alternate version
5. Mamma giustizia – 4:31 (testo: Jaja Fiastri – musica: Riz Ortolani e Katyna Ranieri) – alternate version
6. La morale – 2:33 (testo: Romano Rossi – musica: Beppe Carletti) – alternate version
7. What now my love – 3:58 (Carl Sigman, Pierre Delanoe e Gilbert Bécaud) – inedito
8. La storia – 4:15 (testo: Carlo Alberto Contini – musica: Beppe Carletti) – alternate version
9. Vai via cosa vuoi (All the love in world) – 2:47 (testo: Carlo Alberto Contini – musica: Geoff Simpson) – mono version
10. So che mi perdonerai – 3:04 (testo: Mogol e Bruno Lauzi – musica: Oscar Prudente e Damiano Nino Dattoli) – mono version
11. Il destino – 4:24 (testo: Carlo Alberto Contini – musica: Beppe Carletti) – alternate version
12. Ala bianca (Sixty years on) – 2:40 (testo: Bernie Taupin e Luigi Albertelli – musica: Elton John) – strumentale
13. Giorni tristi – 3:00 (testo: Tony Verona – musica: Odoardo Mozzarini) – strumentale
14. Io vagabondo (che non sono altro) – 3:28 (testo: Alberto Salerno – musica: Damiano Nino Dattoli) – strumentale
15. E il treno va (J'entends siffler le train) – 1:46 (testo: Jaques Plante, Gian Carlo Testoni e Roberta Leonardi – musica: Harold Jeffries, Hedy West, Bobby Bare e Charlie Williams) – demo
16. Passion flower (Tout l'amour cha cha) – 3:06 (Beethoven, Bolking, Garfield e Mirtag) – demo

## Formazione
Essendo una raccolta, sono presenti più formazioni dei Nomadi. I musicisti che suonano le varie canzoni sono:
Presenti in tutti i pezzi:
- Augusto Daolio - voce
- Beppe Carletti - tastiere

Alternati nei pezzi:
- Franco Midili - chitarre
- Gianni Coron - basso
- Bila Copellini - batteria
- Paolo Lancellotti - batteria
- Umberto Maggi - basso
- Amos Amaranti - chitarre
- Chris Dennis - chitarre, tastiere, violino

## Classifiche
| Classifica | Posizione |
| ---------- | --------- |
| Italia     | 42        |